# Баженов, Алексей Петрович
Алексей Петрович Баженов (25 февраля 1912 года, Пучеж, Костромская губерния, Российская империя — 19 июня 2006 года, Иваново, Россия) — штурман эскадрильи 7-го авиационного полка дальнего действия, капитан ВВС СССР, участник Великой Отечественной войны. Ректор Ивановского государственного энергетического университета (1960—1970).

## Биография
Родился в городе Пучеж в семье рабочего. В 1929 году завершил обучение в средней школе, в 1934 году закончил Ивановский энергетический институт по специальности инженер-теплотехник.
Трудовую деятельность начал на Ивановском меланжевом комбинате — сначала инженером, затем помощником заведующего тепловым отделом.
В декабре 1937 года был призван в РККА. Срочную службу проходил в бомбардировочном полку Ленинградского военного округа. В 1938 году сдал экстерном экзамены за курс военного училища как летчик-наблюдатель (штурман). Служил стажером-летнабом, младшим летнабом в сформированном в 1938 году 7-м тяжелом бомбардировочном полку (г. Воронеж). Участвовал в освободительном походе в Западную Белоруссию и Украину, в войне с Финляндией, в походе в Бессарабию.
С первых дней Великой Отечественной войны участвовал в боях на Северо-Западном фронте, в сентябре 1941 года экипажи полка сбрасывали грузы выходившей из окружения Лужской группировке. За 15 боевых вылетов награжден орденом Красного Знамени. С ноября 1941 года по март 1942 года в составе группы из 18 самолетов полка, участвовал в операции по доставке продовольствие в осажденный Ленинград.
К августу 1942 года капитан Баженов совершил 85 ночных боевых вылетов. Командиром полка был представлен к награждению орденом Отечественной войны 1-й степени, командир 53-й авиационной дивизии дальнего действия повысил награду до звания «Герой Советского Союза», но награда осталась прежней.

Из наградного листа:
Не раз фашистские зенитки пытались сбить с боевого курса корабль, не допустить его к своим объектам, но штурман Баженов вёл его в самую сердцевину фашистского логова и метко поражал цель.

Большую работу провёл штурман Баженов по подготовке молодых кадров - штурманов. В процессе боевой работы, ни на одну ночь, не прекращая громить врага он упорно и настойчиво готовил себе достойную смену, и сейчас 6 молодых штурманов кораблей вместе с ним самостоятельно выполняют боевые задания ночью.»
В сентябре 1942 года во время боевого вылета в район Сталинграда Баженов был тяжело ранен. В 1943 году был уволен в запас по категории ограниченно годного к военной службе. В том же году бывшего капитана авиации Баженова приняли в энергетический институт на должность начальника военной кафедры. Затем выдвинули на партийную работу, в частности, на должность секретаря Фрунзенского РК ВКП (б).
В 1947 году по личной просьбе Баженов вновь перевёлся в Ивановский энергетический институт. Работал ассистентом, начальником учебной части и по совместительству старшим преподавателем кафедры промышленной теплотехники. С 1950 года занимался только научно-педагогической работой.
В 1954 году Баженова направили в годичную аспирантуру. Через 3 года он защитил кандидатскую диссертацию на тему «Исследование коэффициента теплоотдачи при сушке тонких материалов». Тогда же стал кандидатом технических наук. В 1959 году ВАК утвердила Баженова в ученом звании доцента по кафедре промышленной теплотехники.
Приказом Минвуза РСФСР от 31 декабря 1960 года Баженов назначается ректором Ивановского энергетического института. За десятилетие работы вуза под его руководством был открыт заочный факультет, организовано подготовительное отделение, создан студенческий спортивно-оздоровительный лагерь на Рубском озере (1962), введены в эксплуатацию корпус «Б», спортивный корпус, завершено строительство студенческого общежития №3, заработала ЭВМ «Урал-2».
В октябре 1970 года Баженов был освобожден от должности ректора института по личному заявлению. В дальнейшем, до выхода на пенсию в 1977 году, работал преподавателем на кафедре промышленной теплотехники.
Умер 19 июня 2006 года. Похоронен на кладбище Балино города Иванова.

## Награды
За боевые заслуги и успехи в развитии высшего образования Баженов был награждён:
- орденом Красного Знамени (22.10.1941);
- двумя орденами Отечественной войны 1-й степени (12.1942, 11.03.1985);
- тремя ордена «Знак Почёта» (15.09.1961, 22.02.1967, 20.07.1971);
- медалью «За победу над Германией в Великой Отечественной войне 1941—1945 гг.»;
- медалью «За доблестный труд в Великой Отечественной войне 1941—1945 гг.»;
- юбилейными медалями[2].